# Union List of Artist Names
A Lista Unificada de Nomes de Artistas (em inglês Union List of Artist Names, ULAN) é um banco de dados online e gratuito do Getty Research Institute que utiliza um vocabulário controlado. Em 2018, o banco de dados continha mais de 300 mil artistas e mais de 720 mil nomes para eles, além de outras informações. Os dados presentes na ULAN podem incluir nomes, pseudônimos, variações de grafia, nomes em idiomas diferentes e nomes que mudaram ao longo do tempo (por exemplo, nomes de casado). Entre esses nomes, um é sinalizado como o nome preferido.
Embora seja exibida como uma lista, a ULAN é estruturada como um tesauro, conforme os padrões ISO e NISO para construção de tesauros, contendo relacionamentos hierárquicos, de equivalência e associativos.
O foco de cada registro da ULAN é um artista. No banco de dados, cada registro de artista (também chamado de sujeito) é identificado por um ID numérico exclusivo. A nacionalidade do artista é fornecida, assim como os locais e datas de nascimento e morte (se conhecidos). Vinculados a cada registro de artista, estão nomes, artistas relacionados, fontes para os dados e notas. A cobertura temporal da ULAN varia da Antiguidade até o presente, sendo seu o escopo global.
Artistas podem ser indivíduos (pessoas) ou grupos de indivíduos trabalhando juntos (entidades jurídicas). Artistas na ULAN geralmente representam criadores envolvidos na concepção ou produção de artes visuais e arquitetura. Alguns artistas performáticos estão incluídos (mas que normalmente não são atores, dançarinos ou similares). Repositórios e alguns doadores também estão inclusos.

## História
O desenvolvimento da ULAN começou em 1984 por J. Paul Getty Trust. Trust, que já administrava o Tesauro de Arte e Arquitetura (AAT), iniciou o projeto em resposta a solicitações de projetos para vocabulários controlados de nomes de artistas. A ULAN cresce e se transforma por meio de contribuições da comunidade e do trabalho editorial do Programa de Vocabulário do Getty.
Embora originalmente destinado somente para uso em projetos do Getty, a comunidade artística fora do Getty expressou a necessidade de usar a ULAN para catalogação e recuperação. O Getty, portanto, distribuiu a ULAN para uso mais amplo, conforme os princípios previamente estabelecidos para a construção e manutenção do Tesauro de Arte e Arquitetura: seu escopo inclui nomes necessários para catalogar e recuperar informações sobre artes visuais e arquitetura; baseia-se em terminologia atual, garantida para uso por fontes literárias confiáveis e validada pelo uso na comunidade acadêmica de arte e história da arquitetura, sendo compilado e editado em resposta às necessidades da comunidade de usuários. Originalmente construído como uma simples "lista unificada" em ordem alfabética de nomes de artistas e biografias agrupados, a fim de torná-lo consistente com o AAT e o Tesauro de Nomes Geográficos do Getty, no final da década de 1990, a ULAN foi adaptada aos padrões nacionais e internacionais para a construção de tesauros. Seu escopo foi ampliado para incluir entidades corporativas, como escritórios de arquitetura e repositórios de arte, que podem ter níveis hierárquicos.
A ULAN foi fundada sob a gestão de Eleanor Fink (chefe do que era então chamado de Grupo de Coordenação de Vocabulário, e mais tarde Diretora do Programa de Informação sobre História da Arte, mais tarde chamado de Instituto de Informação Getty). A ULAN foi construída ao longo dos anos por vários membros da comunidade de usuários e um exército de editores dedicados, sob a supervisão de vários gerentes. A ULAN foi publicada em 1994 em cópia impressa e arquivos que podiam ser lidos por máquina. Dado o crescente tamanho e frequência de mudanças e adições à ULAN, em 1997, tornou-se evidente que a publicação em cópia impressa era impraticável. Desta forma, a lista é publicada somente em formatos digitalizados, tanto em uma interface da Web pesquisável quanto em arquivos de dados disponíveis para licenciamento. Os dados da ULAN são compilados e editados em um sistema editorial desenvolvido especialmente pela equipe técnica do Getty para atender aos requisitos específicos de compilação, fusão, migração e publicação de dados de diversos colaboradores em diversos formatos. O controle editorial final da ULAN é mantido pelo Programa de Vocabulário do Getty, utilizando regras editoriais bem estabelecidas. Os atuais gerentes da ULAN são Patricia Harpring, editora-chefe, e Murtha Baca, chefe do Programa de Vocabulário e Gestão de Recursos Digitais.

## Termos
A ULAN é um vocabulário estruturado, com cerca de 120.000 registos, incluindo 293,000 nomes e biográficas e bibliográficas informações sobre os artistas e arquitetos, incluindo uma riqueza de vários nomes, pseudónimos, e variantes de idiomas.

## Design
Embora a estrutura seja relativamente plana, a ULAN é construída como um banco de dados hierárquico; suas árvores ramificam-se de uma raiz chamada Topo das Hierarquias (com ID 500000001); atualmente, possui duas facetas publicadas: Pessoa e Órgão Coletivo. Entidades na faceta Pessoa normalmente não têm filhos. Entidades na faceta Órgão Coletivo podem ramificar-se em árvores. Pode haver múltiplos contextos mais amplos, tornando a estrutura da ULAN poli-hierárquica. Além dos relacionamentos hierárquicos, a ULAN também possui relacionamentos equivalentes e associativos.